# Tamandua tetradactyla

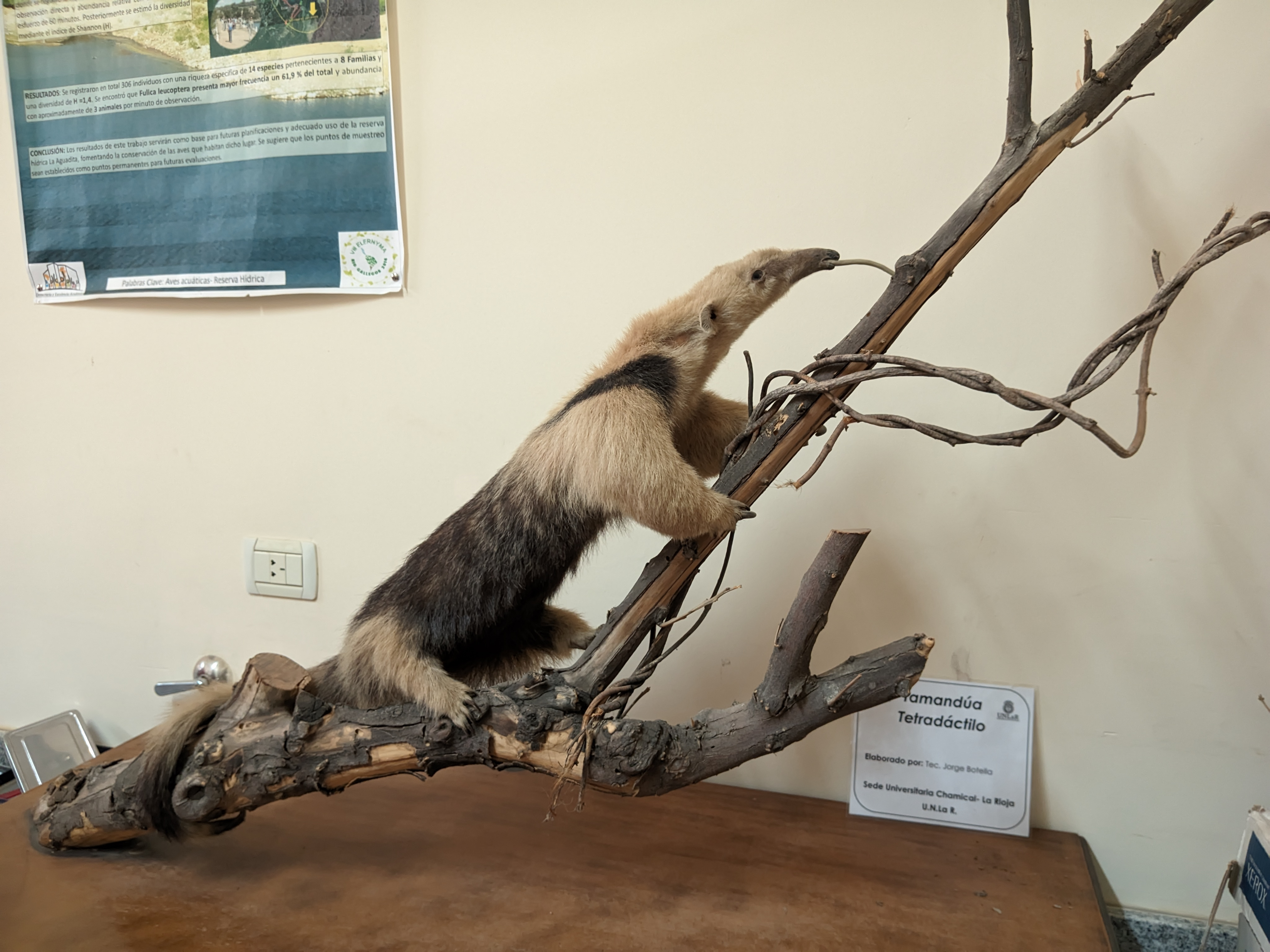
Este espécimen embalsamado se halla exhibido en el museo de la Facultad de Veterinaria localizada en Chamical, La Rioja.

El oso melero u oso hormiguero amazónico (Tamandua tetradactyla) es una especie de tamandúa de Sudamérica. 
Es un animal solitario, de numerosos hábitats de selvas y de sabanas áridas. Se alimenta de hormigas, termitas y de abejas. Tiene fuertes garras que usa para romper nidos de insectos o para defenderse.

## Distribución

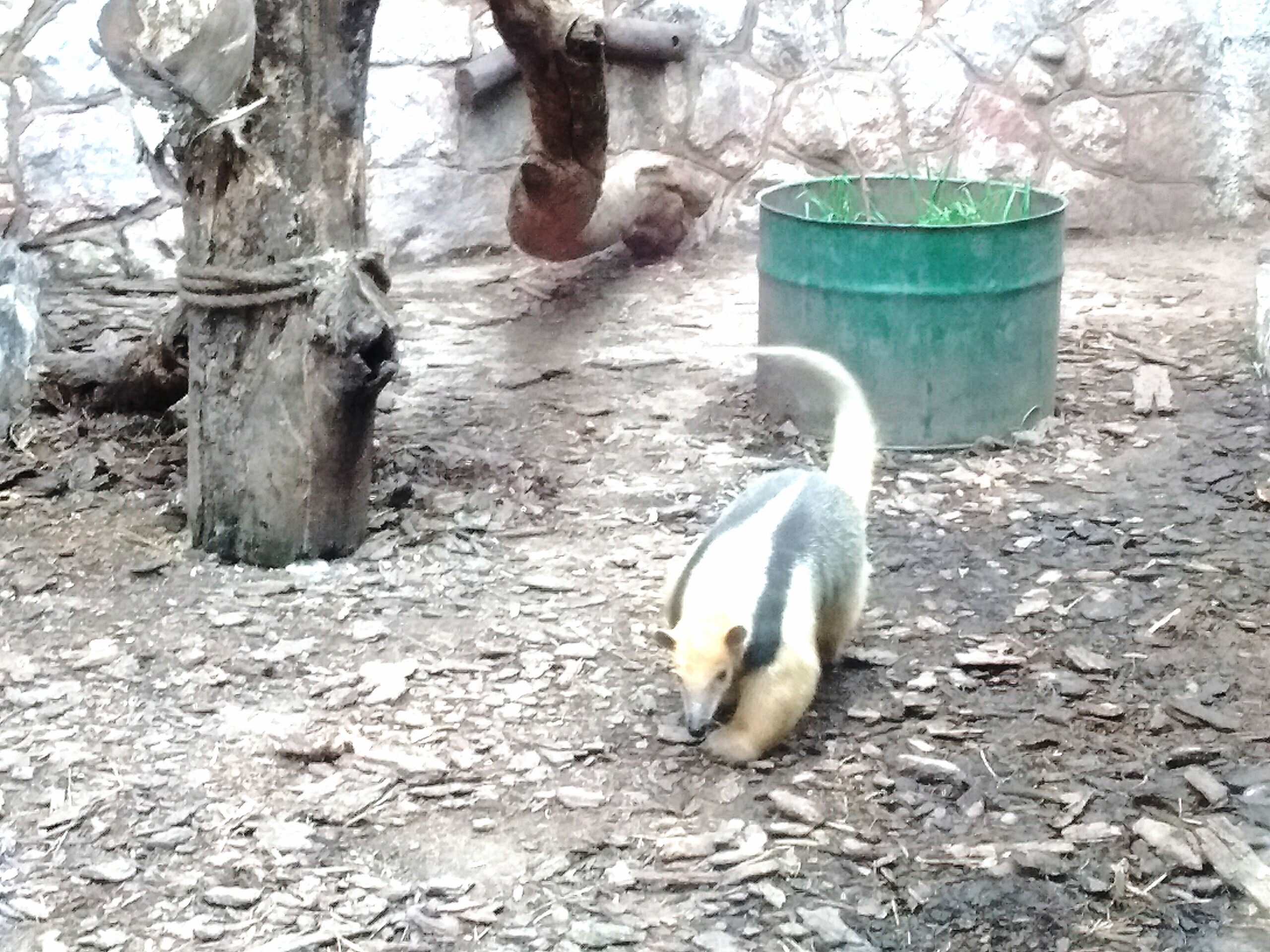
Oso melero cautivo en el zoológico de Córdoba

Tamandua tetradactyla se encuentra  desde el nivel del mar hasta los 2000 m s. n. m., distribuyéndose en Sudamérica desde Colombia, Venezuela, y la isla Trinidad, hasta el norte y noreste de Argentina, Paraguay y Uruguay.

## Hábitat
Habita bosques húmedos y secos, selvas tropicales, sabanas, y montes. Gusta estar cerca de arroyos y ríos, especialmente donde abundan enredaderas y epifitas (presumiblemente debido a que están sus presas en esas áreas).

## Morfología y comportamiento
La cabeza y cuerpo oscilan entre 5 a 9 dm y la cola tiene entre 4 a 6 dm. Las variaciones individuales y geográficas observadas del oso melero ha hecho de su descripción taxonómica una dificultad. Los especímenes del sudeste están "fuertemente manchados", con marcas negras de la espalda a la cola; las manchas más anchas las tienen cerca de la espalda. El resto del cuerpo puede ser beige, o pardo. Los del norte de Brasil y de Venezuela al oeste de los Andes son todo beige, pardo, o negro, o muy ligeramente manchado. Los osos meleros poseen cuatro púas en sus manos y cinco en las extremidades posteriores. Para evitar pincharse sus palmas con las afiladas uñas, caminan con la parte posterior de sus manos. La parte inferior y el fin de la cola prensil son sin pelos. La trompa es larga y curvada con una apertura no mayor al diámetro de un lápiz, de donde la lengua está protrusa.
Las hembras de oso melero tienen poliestro; se preñan generalmente en verano. La gestación oscila de 130 a 150 días y nace uno solo en primavera. Al nacer, el oso melero no se asemeja a sus padres; su piel varía de blanco a negro. Se afirma en el dorso de su madre por un periodo de tiempo y es depositado en una rama segura cuando su madre busca alimento. Su vida en cautiverio puede alcanzar a 9 años y 6 meses.
El oso melero es principalmente nocturno pero ocasionalmente activo diurno. Es común hallarlo en su nido durante el día en huecos de árboles o en cuevas de otros animales. Son solitarios. Se pueden comunicar cuando se buscan por celo y emitir un fétido olor por una glándula anal. 
Es mirmecófago, es decir, come hormigas y termitas (formas arbóreas principalmente), que localiza con su olfato. Evita comer las hormigas que están protegidas por antialimentarios: fuertes químicos de defensa, tales como en las Ecitoninae y transportadores de hojas. Los osos meleros, tal cual su nombre lo indica, gustan de la miel y de las abejas además de complementarlo con fruta y carne. Extraen a sus presas usando sus extremadamente fuertes garras para romper y abrir nidos y tomarlas con su elongada lengua (hasta 4 dm de longitud).

## Estatus de conservación
El oso melero del sudeste de Brasil es listada en el CITES Appendix II. Están en importante regresión de población. Son asesinados por cazadores, con sus perros. A veces se los caza por los gruesos tendones de sus colas.
La provincia de La Rioja en Argentina lo declaró especie protegida en todo su territorio mediante la ley n.º 8301, sancionada el 12 de junio de 2008.

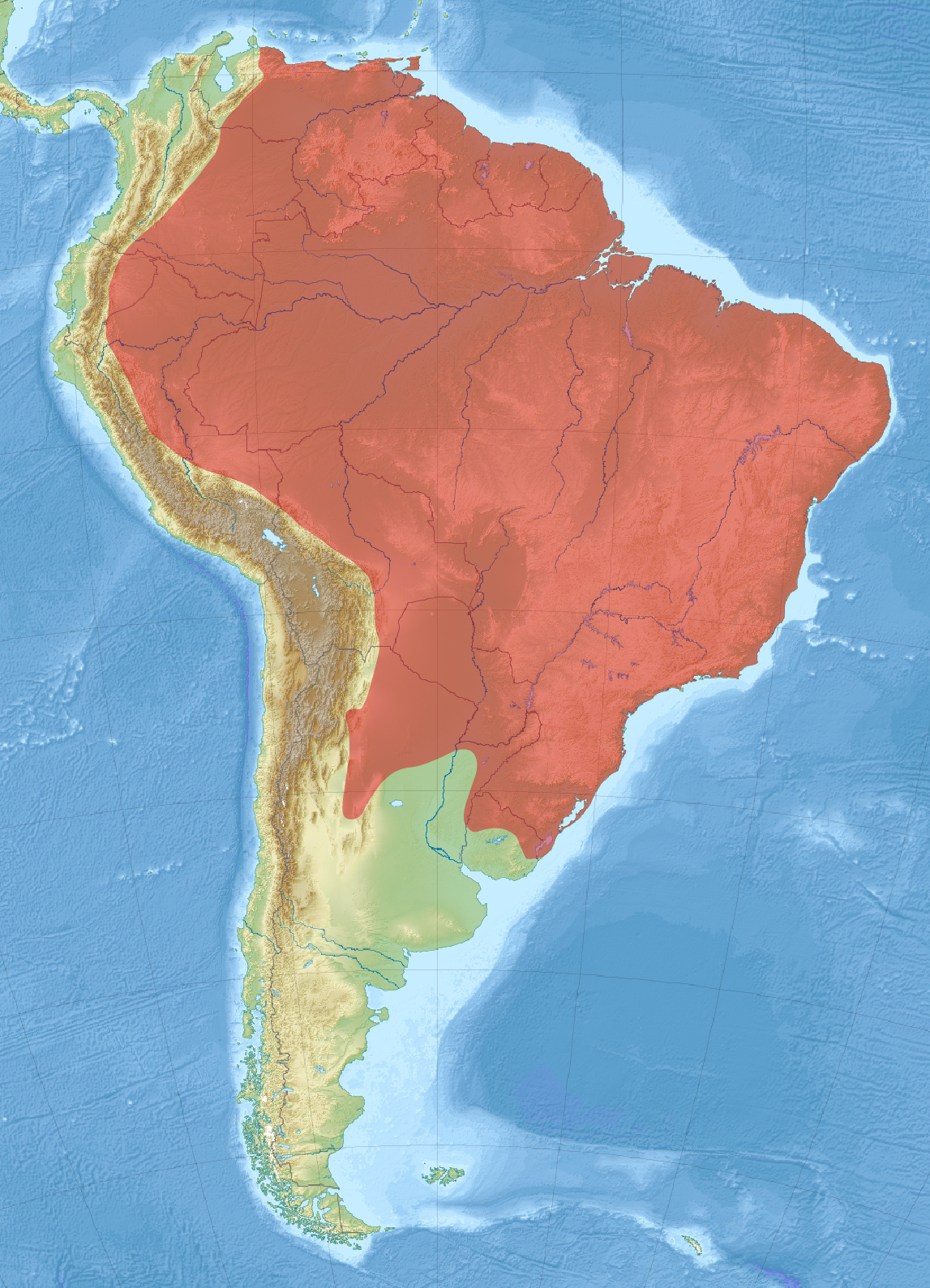
Distribución.